# ابن أبي طيء
ابن أبي طيء هو أبو الفضل يحيى بن أبي طي أحمد بن ظافر الطائي الكلبي الحلبي. وقيل يحيى بن حميد بن ظافر بن النجار بن علي بن عبد الله الحلبي المعروف بابن أبي طي؛ عالم من أهل حلب، وكان فقيهاً، نحوياً، مؤرخاً، عارفاً بأخبار الصحابة والعرب وغيرهم، أديباً، شاعراً، مؤلفا. ولد بحلب في شهر شوال سنة 575 هـ، وقيل سنة 585 هـ، وتوفي بها سنة 630 هـ، وقيل سنة 627 هـ  أحد من تعاطى الأدب والفقه على مذهب الإمامية وأصولهم، وصنف في أنواع من العلوم. قال ياقوت: «وقد جعل التصنيف حانوته، ومنه مكسبه وقوته وأكثر تصانيفه قطع فيها الطريق وأخاف السبيل، يأخذ كتابا قد أتعب العلماء فيه خواطرهم فيقدم فيه أو يؤخر أو يزيد قليلا أو يختصر، ويخلق له اسما غريبا وينتحله انتحالا. وقد طول ياقوت ترجمته في " معجم الأدباء"»".

## النشأة والتعليم
ومولده بحلب سن خمس وسبعين وخمسمائة، وتوفي حدود الثلاثين والستمائة، وذكر عنه ياقوت أن والده كان لا يعيش له ولد وأنه لما رزقه حملته جارية وصعدت به السطح ليلة الميلاد، وكانت شديد البرد، فأخذه اضطرام وإفحام وابيضت عيناه جميعاً، ولازمه الرمد إلى أن احتلم فتجلت مما كان فيها من البياض. وكان والده نجاراً مقدما على كل نجار بحلب.
وقرأ يحيى القرآن على والده واشتغل بفقه الإمامية على رشيد الدين المازندراني.

## تصانيفه
- «البستان في مجلس الغلمان».
- «معادن الذهب في تاريخ حلب».
- «ملح البرهان في تفسير القرآن».
- «غريب القرآن» «تفسير الفاتحة». «المجالس الأربعين في مناقب الأئمة الطاهرين».
- «خلاصة الخلاص في آداب الخواص» عشر مجلدات.
- «حوادث الزمان» على حروف المعجم، خمس مجلدات.
- «تاريخ العلماء»
- «شفاء الغليل في ذم الصاحب والخليل»
- «شرح نهج البلاغة»
- «تحفة الطائفة الفقهائية في شرح كلماتهم اللغوية».
- " التنبيهات في تعبير المنامات. " التنبيهات على صنع النبات ".
- «الكشف والتبيين في محاسن التضمين».
- «العروس في أدب السائس والمسوس».
- «مودعة السفيه وموزعة النبيه» في المأخذ على راجح الحلي وسرقاته. «التحقيق في أوصاف الرقيق».
- «لروضات البهجات في محاسن القينات».
- «اللباب في أسماء الأحباب».
- «نسيم الأرواح في ما جاء في التفاح».
- «الإيجاز في الألغاز».
- «أخبار شعراء الشيعة».
- «الاقتصاد في الفرق بين الظاء والضاد».
- «الأضداد».
- «النكت الشاردة والنادرة والفائدة».
- «المنتخب في شرح لامية العرب».
- «تضوع اللطائم في شرح خطبة فاطمة الزهراء».
- «شرح كلام أم سلمة لعائشة رضي الله عنهما».
- «نهج البيان في عمل شهر رمضان».
- «المشكاة في عويص مسائل النحاة».
- «أفراد قراءة أبي عمرو ابن العلاء».
- «مختصر في اللغة».
- «أفراد مسائل».
- «الجمع بين زوائد الصحاح وزوائد المجمل».
- «ذخر البشر في معرفة القضاء والقدر».
- «كتاب في حكمي كلام الأئمة الإثني (1) عشر».
- «الحاوي في المعمول عليه من الفتاوي».
- «سر السرائر».
- «فقه أحكام النساء في الفقه».
- «ذخر البشر في معرفة الأئمة الإثني عشر».
- «مجموع مسائل فقه وأصول».
- «شرح غريب ألفاظ المقامات».
- «شرح الحماسة». «أخلاق الصوفية».
- «عقود الجواهر في سيرة الملك الظاهر».
- «كنز الموحدين في سيرة صلاح الدين».
- «ذيل التاريخ الكبير الذي سماه معادن الذهب».
- «سلك النظام في تاريخ الشام» أربع مجلدات.
- «مختار تاريخ المغرب».
- «تاريخ مصر».
- «تهذيب الاستيعاب لابن عبد البر».
- «سيرة النبي صلى الله عليه وسلم وأصحابه» ثلاث مجلدات.
- «اشتقاق أسماء البلدان». «نكت درة الغواص».
- «أسماء رواة الشيعة ومصنفيها». «سيرة ملوك حلب».
- «كتاب التصحيف والأحاجي».[3]

ومن شعره:
يا أبا جعفر تجاف قليلا... كم تسامي بمفخر منحوس
أنت من معشر كرام ولكن... أنت فيهم قوائم الطاووس
وقال في مديح آل البيت رضي الله عنهم:
أنا في إسار غدائر ونواظر... من كل أبيض ذي قوام ناصر
ريان من مرح الصبا فكأنما... رويت معاطفه بغيث باكر
خمري ريق لؤلؤي لواحظ... مسكي صدغ صارمي محاجر
لله ليلتنا بكاظمة وقد... سمحت به الأيام بعد تهاجر
وقد اضطجعنا والنجوم كأنها... في الأفق لؤلؤ ثغره في ناظري
والبدر سار في السماء كأنه... من وجهه باد بنور باهر
والشعريان كأنما أحداقها... أحداق عاذل حبه المتكاسر
وسهيل الوقاد يخفق دائبا... خفقان أحشائي عليه وخاطري
والليل يرفل في فضول غلائل... رقت كشوقي أو كدمعي القاطر
والريح ينشر عرفها بنسيمها... نشري مديح أخي النبي الطاهر
خير الأنام ومن يذل مهابة... من بأسه قلب الهزبر الخادر
صنو النبي وصهره ووزيره... وظهيره في كل يوم تشاجر